# Divize A 1990/1991
V soubojích 26. ročníku fotbalové České divize A 1990/91 se utkalo 16 týmů dvoukolovým systémem podzim - jaro. Tento ročník začal v srpnu 1990 a skončil v červnu 1991.

## Nové týmy v sezoně 1990/91
Z 3. ligy – sk. A 1989/90 sestoupilo do Divize A mužstvo VTJ Tachov. Z krajských přeborů ročníku 1989/90 postoupila vítězná mužstva TJ Spartak Písek z Jihočeského krajského přeboru a TJ UD Tachov ze Západočeského krajského přeboru. Také sem bylo přeřazeno mužstvo SSK Motorlet Praha a TJ Baník Sokolov z Divize B.

## Výsledná tabulka
| Poř. | Tým                            | Z  | V  | R  | P  | VG | OG | B  |
| ---- | ------------------------------ | -- | -- | -- | -- | -- | -- | -- |
| 1.   | SSK Motorlet Praha             | 30 | 20 | 6  | 4  | 54 | 31 | 46 |
| 2.   | TJ Baník Sokolov               | 30 | 15 | 6  | 9  | 62 | 51 | 36 |
| 3.   | TJ Dynamo České Budějovice "B" | 30 | 12 | 11 | 7  | 43 | 28 | 35 |
| 4.   | TJ UD Tachov                   | 30 | 14 | 7  | 9  | 48 | 40 | 35 |
| 5.   | SK Smíchov                     | 30 | 13 | 8  | 9  | 47 | 34 | 34 |
| 6.   | TJ Škoda Plzeň "B"             | 30 | 13 | 8  | 9  | 40 | 34 | 34 |
| 7.   | TJ ZD Olešník                  | 30 | 14 | 4  | 12 | 52 | 42 | 32 |
| 8.   | TJ Spartak Písek               | 30 | 11 | 9  | 10 | 38 | 35 | 31 |
| 9.   | TJ ZVVZ Milevsko               | 30 | 13 | 5  | 12 | 44 | 42 | 31 |
| 10.  | TJ Přeštice                    | 30 | 12 | 7  | 11 | 44 | 47 | 31 |
| 11.  | TJ Slavoj Český Krumlov        | 30 | 9  | 12 | 9  | 35 | 39 | 30 |
| 12.  | SK Plzeň                       | 30 | 10 | 8  | 12 | 35 | 36 | 28 |
| 13.  | VTJ Písek                      | 30 | 12 | 4  | 14 | 41 | 49 | 28 |
| 14.  | VTJ Tachov                     | 30 | 8  | 11 | 11 | 33 | 64 | 27 |
| 15.  | SKP Okula Nýrsko               | 30 | 4  | 6  | 20 | 25 | 60 | 14 |
| 16.  | TJ ČZ Strakonice               | 30 | 3  | 2  | 25 | 25 | 84 | 8  |

Poznámky:
- Z = Odehrané zápasy; V = Vítězství; R = Remízy; P = Prohry; VG = Vstřelené góly; OG = Obdržené góly; B = Body

|  | Postup do ČFL 1991/92                            |
|  | Sestup do příslušného oblastního přeboru 1991/92 |